# Heriades timberlakei
Heriades timberlakei är en biart som beskrevs av Michener 1938. Heriades timberlakei ingår i släktet väggbin, och familjen buksamlarbin. Inga underarter finns listade i Catalogue of Life.